# Botschaft Togos in Berlin

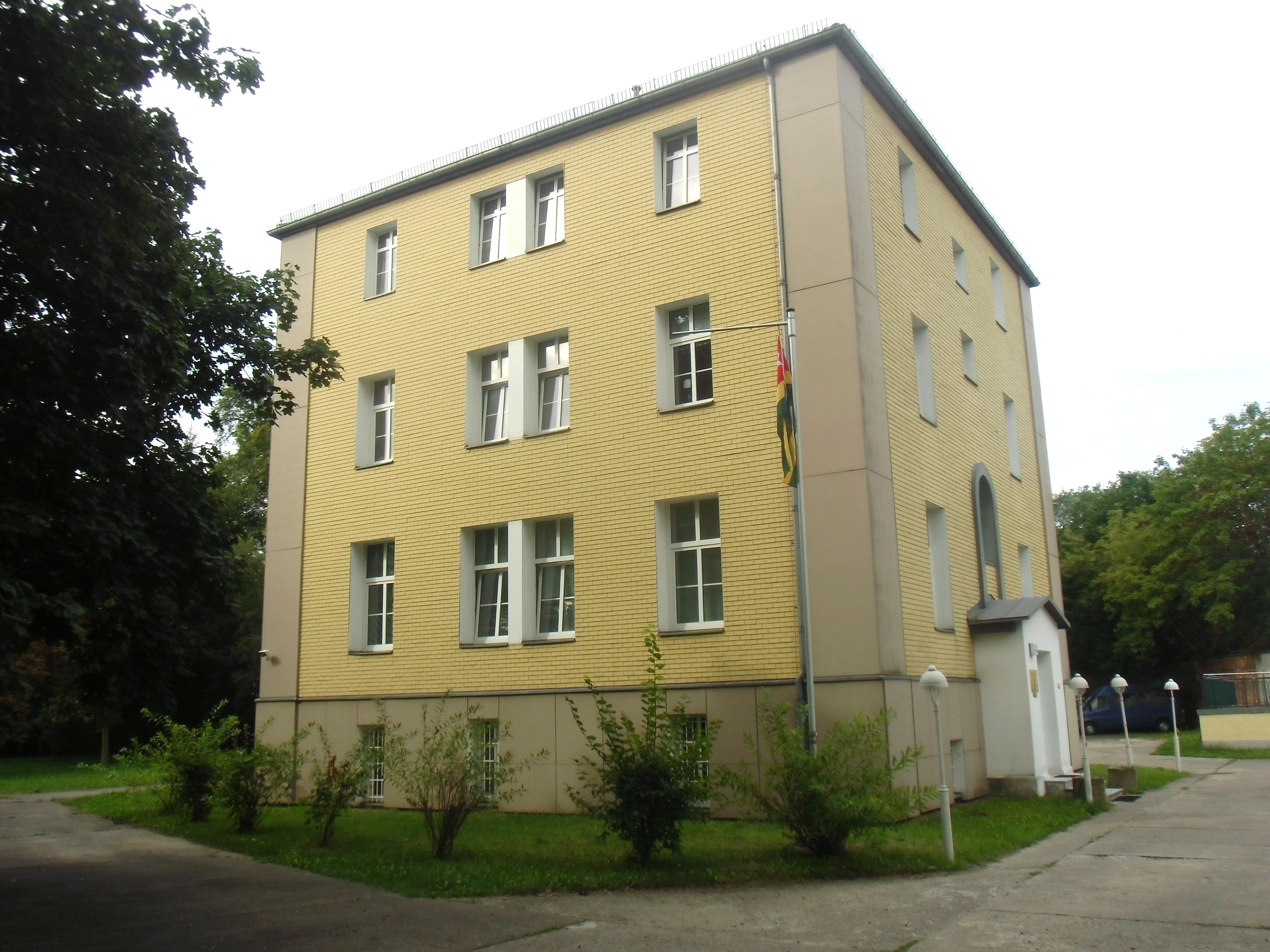
Botschaftsgebäude Grabbeallee 43

Die Botschaft Togos in Berlin ist die diplomatische Vertretung der Republik Togo in Deutschland. Sie hat ihren Sitz in der Grabbeallee 43 im Ortsteil Niederschönhausen des Bezirks Pankow.
Botschafter war seit dem 24. April 2017 Komi Bayédzè Dagoh. Er starb am 29. Oktober 2022.
Togo unterhält ein Honorargeneralkonsulat in Hannover sowie Honorarkonsulate in Bonn, Bremen, Deidesheim und Pullach.

## Geschichte der diplomatischen Beziehungen
Das ehemalige französische UN-Mandatsgebiet Französisch-Togo wurde am 27. April 1960 unabhängig.
Am Tag der Unabhängigkeit nahmen Togo und die Bundesrepublik Deutschland diplomatische Beziehungen auf. Die Botschaft hatte ihren Sitz in der Beethovenallee 13 in Bonn-Bad Godesberg. Wegen des Umzugs von Bundestag und Regierung nach Berlin verlegte auch sie ihren Sitz in die neue deutsche Hauptstadt. Sie befindet sich in der Grabbeallee 43 im Ortsteil Niederschönhausen.
Seit dem 18. April 1973 bestanden diplomatische Beziehungen zwischen Togo und der DDR, jedoch ohne eigene Botschaft in Ost-Berlin. Der Botschafter Togos in Moskau war in der DDR zweitakkreditiert. Die Beziehungen endeten mit der deutschen Wiedervereinigung im Jahr 1990.

## Botschafter (seit 2003)
- 2003–2014: Essohanam Comla Paka[7]
- 2014, 3. Juli: Kwami Christophe Dikenou[8]
- 2017, 24. April: Komi Bayédzè Dagoh[9]

## Gebäude
Das Gebäude in der Grabbeallee 43 wurde um 1870 als Bildungseinrichtung (Friedrich-Fröbel-Haus) errichtet. In der DDR-Zeit befand sich hier eine Berufshilfsschule.